# Kay Stumper
Kay Stumper (* 15. Oktober 2002 in Karlsruhe) ist ein deutscher Tischtennisspieler, der seit 2022 für den deutschen Rekordmeister Borussia Düsseldorf spielt. 2025 wurde er Deutscher Meister im Einzel. Ab der Saison 2025/26 schlägt er für den Post SV Mühlhausen auf.

## Karriere
Der Sohn der früheren Profi-Tischtennisspieler und -trainer Rudolf Stumper, aus Rumänien stammend, und Bao Di sowie Stiefbruder von Laura Stumper besuchte als Kind noch vor seiner Vereinslaufbahn jährlich das Tischtennisleistungszentrum in Peking. Seine ersten Vereinsspiele bestritt Stumper 2011 für den TTC Beuren a. d. Aach. Bei seiner nächsten Station TTC Singen wurde er bereits 2012 regelmäßig im Herrenbereich in der Badenliga eingesetzt. Nach einer Spielzeit für die zweite Mannschaft des Vereins in der Verbandsliga kehrte er 2014/15 in die erste Mannschaft und die Badenliga zurück. Im Oktober 2014 gewann er erstmals die deutsche Schülermeisterschaft im Einzel. Am Ende der Saison stand der Aufstieg mit der Mannschaft in die Oberliga, wo er ein Jahr spielte und gleichzeitig vermehrt bei internationalen Jugendturnieren antrat. Zur Saison 2016/17 wechselte er in die Regionalliga zum SV Salamander Kornwestheim und erreichte dort mit seiner Mannschaft 2018 den Aufstieg in die 3. Bundesliga Süd. 2019 wechselte Stumper zum Erstligaklub TTC Neu-Ulm. 2021 gewann er die Jugend-Europameisterschaft im Einzel und stand im Kader der Herren-Nationalmannschaft bei der EM 2021, kam dort aber nicht zum Einsatz. Zur TTBL-Saison 2021/22 war Stumper in Neu-Ulm mannschaftsintern auf die dritte Position vorgerückt. Es entstand während der Saison allerdings eine Kontroverse, da Stumper trotz guter Bilanzen über längere Zeit in Bundesliga- und Champions-League-Spielen nicht berücksichtigt wurde. Zur Saison 2022/23 wechselte Stumper zum Rekordmeister Borussia Düsseldorf, in dessen Leistungszentrum er bereits seit 2021 trainiert.
2025 konnte er die Deutschen Meisterschaften im Einzel für sich entscheiden, indem er im Finale Fan Bo Meng mit 4:3 Sätzen besiegte.

## Erfolge
- Sieger der mini-Meisterschaften[9]
- 2014: deutscher Schülermeister
- 2015: Sieger der DTTB Top 48 Schüler[10]
- 2016: deutscher Schülermeister[11]
- 2017: DTTB Top-12 Schüler[12]
- 2017: deutscher Schülermeister[13]
- 2019: deutscher Jugendmeister[14]
- 2019: Sieger bei EU-JUG-TOP10[15]
- 2020: Sieg bei DTTB-TOP-12 Jungen-U18[16]
- 2020: Sieger bei EU-JUG-TOP10[17]
- 2020: Jugend-Europameister im Einzel, Dritter im Doppel mit Daniel Rinderer[18]
- 2025: Deutscher Meister im Einzel[8]